# فرانك ديسيمون
فرانك ديسيمون (بالإنجليزية: Frank DeSimone)‏ هو محامي أمريكي، ولد في 17 يوليو 1909 في بويبلو في الولايات المتحدة، وتوفي في 4 أغسطس 1967 في لوس أنجلوس في الولايات المتحدة بسبب نوبة قلبية.